# Le Malzieu-Forain
Le Malzieu-Forain è un comune francese di 485 abitanti situato nel dipartimento della Lozère nella regione dell'Occitania.

## Società

### Evoluzione demografica
Abitanti censiti